# Seznam států a jejich správních celků
Každý stát se pro administrativní či úřední účely dělí na různá území (oblasti, spolkové státy, distrikty, provincie, departementy, regiony, župy apod.). Na světě existují i různá závislá území, teritoria, autonomní oblasti.
Na české Wikipedii jsou seznamy států a jejich správních celků rozděleny dle světadílů:
- Seznam států Evropy a jejich správních celků
- Seznam států Ameriky a jejich správních celků
- Seznam států Asie a jejich správních celků
- Seznam států Afriky a jejich správních celků
- Seznam států Austrálie a Oceánie a jejich správních celků